# Nesrine Houili
Nesrine Houili (Arabisch: نسرين حويلي) (Oued Tlelat, 27 augustus 2003) is een Algerijnse wielrenster.  

## Palmares

### Overwinningen
2021
 Algerijns kampioene tijdrijden, junioren
 Algerijns kampioene op de weg, junioren
2022
 Afrikaans kampioene tijdrijden, elite
 Algerijns kampioene tijdrijden, beloften
 Algerijns kampioene tijdrijden, elite
2023
 Afrikaans kampioene tijdrijden, beloften
 Arabische spelen, ploegentijdrit
 Arabische spelen, tijdrit
 Arabisch kampioenschap ploegentijdrijden, elite
 Arabisch kampioenschap tijdrijden, beloften
 Arabisch kampioenschap op de weg, elite
2025
 Algerijns kampioene op de weg, elite
 Algerijns kampioene tijdrijden, elite

## Ploegen
- 2023:  Canyon//SRAM Generation